# 에마누엘 마마나
에마누엘 마마나(Emanuel Mammana, 1996년 2월 10일 ~ )는 아르헨티나의 축구 선수로 현재 벨레스 사르스피엘드에서 뛰고있다.